# Puchar Karpat kobiet w skokach narciarskich 2019/2020
Puchar Karpat kobiet w skokach narciarskich 2019/2020 – siódma edycja tego pucharu, który odbyła się 23 sierpnia w Râșnovie.
Tytułu sprzed roku broniła Włoszka Annika Sieff.

## Kalendarz
| Lp | Data             | Miejscowość | Skocznia                    | Punkt K | HS   | Uwagi | 1. miejsce        | 2. miejsce      | 3. miejsce       |
| -- | ---------------- | ----------- | --------------------------- | ------- | ---- | ----- | ----------------- | --------------- | ---------------- |
| 1. | 23 sierpnia 2019 | Râșnov      | Trambulina Valea Cărbunării | K64     | HS71 | –     | Štěpánka Ptáčková | Klára Ulrichová | Veronika Jenčová |

## Wyniki
| M   | Zawodniczka          | Reprezentacja | Nota  |
| --- | -------------------- | ------------- | ----- |
| 1.  | Štěpánka Ptáčková    | Czechy        | 211,7 |
| 2.  | Klára Ulrichová      | Czechy        | 211,5 |
| 3.  | Veronika Jenčová     | Czechy        | 188,6 |
| 4.  | Mathilde Oustad      | Norwegia      | 172,5 |
| 5.  | Paulina Cieślar      | Polska        | 161,8 |
| 6.  | Tetiana Pyłypczuk    | Ukraina       | 154,1 |
| 7.  | Tamara Mesíková      | Słowacja      | 138,3 |
| 8.  | Esmeralda Gobozowa   | Gruzja        | 137,9 |
| 9.  | Wiktoria Polanowska  | Polska        | 134,2 |
| 10. | Daria Chindriș       | Rumunia       | 133,3 |
| 11. | Wiktoria Przybyła    | Polska        | 125,5 |
| 12. | Marcelina Bełtowska  | Polska        | 122,3 |
| 13. | Frida Berger         | Norwegia      | 98,5  |
| 14. | Alessia Mîțu-Coșca   | Rumunia       | 93,5  |
| 15. | Delia Folea          | Rumunia       | 89,2  |
| 16. | Estere Loreta Lācīte | Łotwa         | 51,6  |
| 17. | Hédi Kohl            | Węgry         | 34,8  |
| 18. | Izabella Tuczai      | Węgry         | 30,6  |
| —   | Nina Bezúchová       | Słowacja      | DNS   |
| —   | Elizabete Stankeviča | Łotwa         | DNS   |